# Seattle Slew
Seattle Slew, född 15 februari 1974, död 7 maj 2002, var ett engelskt fullblod, mest känd för att ha blivit den tionde hästen som lyckats ta en Triple Crown, då han segrat i Kentucky Derby (1977), Preakness Stakes (1977) och Belmont Stakes (1977). Efter tävlingskarriären var han framgångsrik som avelshingst och blev utsedd till ledande avelshingst i Nordamerika (1984) och ledande avelsmorfader i Nordamerika (1995, 1996).

## Bakgrund
Seattle Slew var en mörkbrun hingst efter Bold Reasoning och under My Charmer (efter Poker). Han föddes upp av Ben S. Castleman och ägdes av Mickey & Karen L. Taylor, Tayhill Stable/Jim Hill. Han tränades under tävlingskarriären av William H. Turner Jr. och Douglas R. Peterson.
Seattle Slew tävlade mellan 1976 och 1978, och sprang totalt in 1 208 726 dollar på 17 starter, varav 14 segrar, och 2 andraplatser. Han tog karriärens största segrar i Kentucky Derby (1977), Preakness Stakes (1977) och Belmont Stakes (1977). Han segrade även i Champagne Stakes (1976), Flamingo Stakes (1977), Wood Memorial Stakes (1977), Marlboro Cup (1978), Woodward Stakes (1978) och Stuyvesant Handicap (1978).

## Karriär
Seattle Slew tävlade tre gånger som tvååring, och var under hela säsongen obesegrad. Han tog sin största seger som tvååring i Champagne Stakes på Belmont Park.

### Treåringssäsongen 1977
Som treåring gjorde han sin första start i ett allowancelöp den 9 mars 1977 på Hialeah Park Race Track, där han segrade med nio längder på nytt banrekord. Den 26 mars 1977 startade Seattle Slew som spelfavorit i Flamingo Stakes, där han segrade på den tredje snabbaste tiden i löpets historia. Han skickades sedan till Aqueduct Racetrack i New York, där han startade i Wood Memorial Stakes den 23 april 1977. Även där var han favoritspelad, och segrade med 3 1⁄4 längd.

#### Kentucky Derby
1977 års Kentucky Derby reds den 7 maj inför 124 028 åskådare. Banan bedömdes som snabb trots skurar tidigare under dagen. Seattle Slew, som var obesegrad, var stor spelfavorit, men många ansåg att han skulle kunna vara sårbar på löpets distans över 1 1⁄4 mile. I löpet tog Seattle Slew en försiktig start, och var vid ett tillfälle nästan sist i löpet, men avancerade sedan fort i fältet, och låg snart på andra plats. I början av upploppet drog Seattle Slew ifrån, och segrade med 1 3⁄4 längd över Run Dusty Run.

#### Preakness Stakes
Två veckor senare startade Seattle Slew i Preakness Stakes över 13⁄16 mile, där han skulle möta den flertaliga grupp 1-vinnaren Cormorant. För första gången valde Turner att ge Seattle Slew fenylbutazon innan löpet, då han var rädd att han skulle Seattle Slew fått en mindre skada i sitt sista träningspass innan löpet. I löpet fick Seattle Slew en bra start, och stred med Cormorant om ledningen. De två hästarna spurtade nästan tio längder bort från resten av fältet, och runt bortre svängen började Seattle Slew öppna upp en ledning, som han höll ända till mållinjen.

#### Belmont Stakes
1977 års Belmont Stakes reds den 11 juni på en lerig bana inför 70 229 åskådare. Seattle Slew tog ledningen tidigt. Även om han först pressades av Spirit Level och sedan Run Dusty Run, kunde han dra ner på tempot under löpet. I början av upploppet drog Seattle Slew ifrån, och segrade med fyra längder över Run Dusty Run. Med segern blev han den tionde amerikanska Triple Crown-vinnaren och den första hästen som tagit en Triple Crown obesegrad.

### Resterande karriär
Efter Triple Crown skickades Seattle Slew till Hollywood Park Racetrack för att starta i Swaps Stakes. I löpet stred Seattle Slew om ledningen med JO Tobin, men fick till slut ge sig. Seattle Slew satt fast under stora delar av löpet, och tröttnade rejält på upploppet. Han slutade fyra, 16 längder bakom JO Tobin.
Som fyraåring 1978 startade han 7 gånger, och tog 5 segrar, bland annat i Marlboro Cup, Woodward Stakes och Stuyvesant Handicap. Starten i Stuyvesant Handicap blev hans sista, och han avslutade tävlingskarriären för att istället vara verksam som avelshingst.

### Som avelshingst
Seattle Slew stod som avelshingst på Spendthrift Farm i Lexington i sju år, innan han flyttade till Three Chimneys Farm i Midway 1985. Han var den ledande avelshingst i Nordamerika 1984, tack vare avkomman Swale (som dog senare samma år) som vann Kentucky Derby och Belmont Stakes.
Seattle Slew var även ledande avelsmorfader i Nordamerika både 1995 och 1996. Han valdes in i National Museum of Racing and Hall of Fame 1981.

### Död
Den 7 maj 2002, 25 år på dagen efter att han vunnit Kentucky Derby, dog Seattle Slew i sömnen vid 28 års ålder. Han begravdes hel på Hill 'n' Dale, den högsta utmärkelsen för en vinnande tävlingshäst, med sitt favorittäcke och en påse pepparmyntor. Three Chimneys Farm reste en staty av Seattle Slew nära hingstladan till hans ära. Eftersom andra Triple Crown-vinnaren och rivalen Affirmed hade dött året innan, hade han varit den enda levande Triple Crown-vinnaren. Vid hästens död fanns det inga levande Triple Crown-vinnare för första gången sedan Sir Barton vann den första Triple Crown 1919. Detta fenomen fortsatte fram till American Pharoahs seger i Triple Crown 2015.